# 高木幹夫 (東京海上火災保険)
高木 幹夫（たかぎ みきお、1899年3月21日 - 1966年8月14日）は、日本の実業家。元東京海上火災保険社長。

## 経歴
高木磯太郎の長男として、福岡県筑紫郡大野村牛頸（現・大野城市牛頸）に生まれる。1917年、福岡県立中学修猷館、1920年、第一高等学校英法科を経て、1923年、東京帝国大学法学部英法科を卒業し、東京海上火災保険に入社する。なお、東京帝国大学在学中の1922年には、高等文官試験行政科に合格している。
1924年から5年間、海上保険研究のため英国に留学し、将来の最高幹部の基礎を作った。1939年、大阪支店長に抜擢され、その後海上営業部長となる。1944年の明治火災保険、三菱海上火災保険との合併後も、海上部長、総務部長、取締役と進み、1947年1月、常務取締役となり、1957年6月、社長に就任する。その後、1966年6月まで9年間に亙り社長を務める。
入社当時から仕事もずば抜けており、第一生命保険を創業し社長となった矢野恒太に見込まれ、その次女の雪子と結婚し娘婿となっている。なお、恒太の子息であり、義兄にあたる矢野一郎も、同じく第一生命保険社長となっている。